# Загребіни
Загре́біни (рос. Загребины) — присілок у складі Свічинського району Кіровської області, Росія. Входить до складу Свічинського сільського поселення.
Населення становить 6 осіб (2010, 14 у 2002).
Національний склад станом на 2002 рік — росіяни 100 %.